# Ploutos

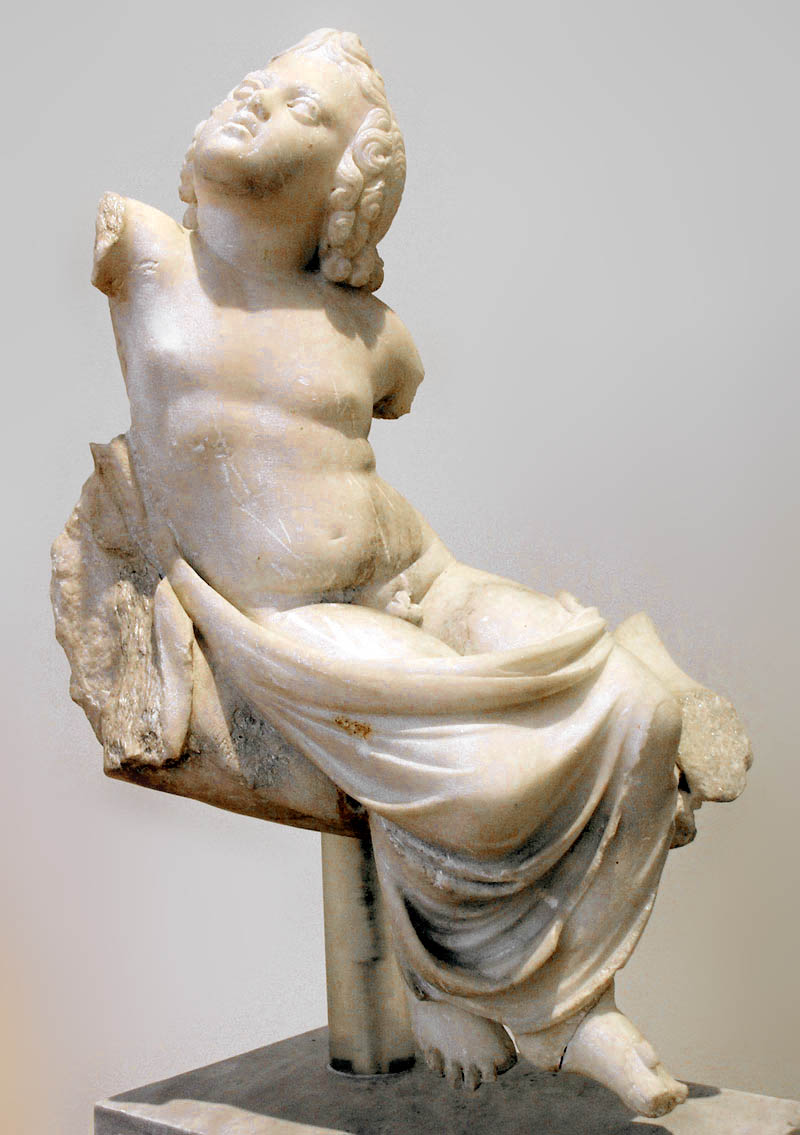
Statuette van Ploutos (Romeinse kopie naar een Grieks origineel van 374–370 v.Chr.).

Ploutos of Plutos (Oudgrieks Πλοῦτος / Ploũtos) was de oud-Griekse god van de rijkdom, een zoon van Demeter en Iasion.
Hij wordt vaak afgebeeld als een knaap met de hoorn des overvloeds. Soms begeleidt hij Athena of Eirene. 
Ploutos stond bekend als een blinde god. Volgens de Griekse mythologie zou hij met zicht geboren zijn, maar door Zeus blind zijn gemaakt. Deze laatste zou dit hebben gedaan opdat Ploutos de rijkdom willekeurig zou verdelen onder de mensen en het niet slechts zou schenken aan hen die het verdienden.
De Griekse dichter Aristophanes maakte een blijspel over Ploutos. Centraal hierin staat de willekeur waarmee Ploutos zijn gaven uitdeelt. Ook Lucianus maakte een stuk over Ploutos, die daarin wordt omringd door metgezellen als de dwaasheid, het bedrog en de trotsheid, de wekelijkheid, de ziekelijkheid en de schande.

## Antieke bronnen
- Aristophanes, Plutus.
- Diodoros van Sicilië, Bibliotheca Historia V 77.
- Hesiodos, Theogonia V 969.
- Homerus, Hymnus in Cerem 491, Odysseia V 125.
- Pausanias, I 8.2.
- Scholia ad Theocritum X 19.